# Zuwarah
Zuwarah (tiếng Ả Rập: زوارة Zuwāra, Berber: Tamurt n Wat Willul, tiếng Anh: Town of the At-Willul)  là một thành phố cảng ở tây bắc Libya, với dân số 45.000. Thành phố cách Tripoli 68 dặm (109 km) về phía tây và cách } biển giới với Tunisia {{convert|37|mi|km} về phía đông. Thành phố là thủ phủ của An Nuqat al Khams shabiyah (municipality). Dân cư trong thành phố phần lớn thuộc nhánh Ibadi của Hồi giáo, và nói tiếng Zuara Berber, một tiếng Berber Zenati.

## Lịch sở
Cac bộ tộc Berber Zwara được trích dẫn trong al-Bakri vào thế kỷ 11, cùng với ccacs tên Louata, Lemaya, Nefusa, Mezata và Zouagha, là một bộ tộc cư ngụ tại Vịnh Gabès.
Điểm cư dân này được đề cập đến lần đầu tiên là bởi nhà thám hiểm al-Tidjani trong những năm 1306-1309 với cái tên Zwara al-saghirah ("Tiểu Zwarah").  Trong một sách hàng hải tiếng Catalan (1375) nơi này được gọi là Punta dar Zoyara, và sau đó trở thành một điểm đồn trú của quân Libya thuộc Ý (1912–43), là ga cuối của tuyến đường Đường sắt Libya thuộc Ý từ Tripoli cách 65 dặm (105 km) ở phía đông nay không còn tồn tại. Thành phố có cảng nhân tạo và là nơi ẩn náu của các tàu đánh cá. Ngũ cốc, chà là, và cò giấy (dùng để làm thừng chão, giày và giấy) là các sản vật của địa phương.